# 高間大介
高間 大介（たかま だいすけ、1960年 - ）は、日本放送協会に所属するディレクター、映像プロデューサー。『NHKスペシャル』枠をはじめとする科学教養番組を多く手掛けている。また、番組に関連した書籍の著作も担っている。

## 経歴
1960年生まれ。東京大学文学部を卒業後、1984年に日本放送協会に入局する。NHK岡山放送局に勤務した後、スペシャル番組部などに異動する。この頃生活情報番組『ためしてガッテン』のディレクターを担当し、教養番組『サイエンスアイ』のチーフ・プロデューサーを務める。2004年にはヒトの先祖の進化を題材とするNHKスペシャル『地球大進化〜46億年・人類への旅』のプロデューサーを担当し、2005年には連動する科学読本『46億年 わたしたちの長き旅』をNHK出版から出版。同年に『地球大進化〜46億年・人類への旅』はジュール・ヴェルヌ映像祭最優秀科学アドベンチャー賞を受賞した。
2006年までにNHK制作局科学環境番組チーフ・プロデューサーに就任。その後2010年時点ではNHK大型企画開発センターのチーフ・プロデューサーに就任している。2006年と2010年にはディレクターの植田和貴と共にそれぞれNHK「恐竜」プロジェクトとNHK「ポスト恐竜」プロジェクトのそれぞれ中核をなし、『恐竜vsほ乳類』と『恐竜絶滅 ほ乳類の戦い』を製作し、それぞれの書籍版をダイヤモンド社から出版した。
2012年のNHKスペシャル『ヒューマン なぜ人間になれたのか』で生命史から人類を俯瞰したことを受け、次に細胞レベルで人類を内側から見る番組および書籍版の製作を決める。『人体 ミクロの大冒険』の書籍版の原稿の締め切りは2014年1月31日であり、間に合わせるために年末年始も多忙だったという。

## テーマ
テレビ番組の中には必ず見たことのない映像があると語り、"知の巨人"とも形容される専門家以外の一般人でも映像の力で探究活動に参加できると主張している。より多くの人々が映像や書籍を通して知的活動に加わることを期待している。

## 作品

### 映像作品

#### NHKスペシャル
- 私の中の他人〜現代社会が生む多重人格（1995年）[2][8]
- 海 知られざる世界（1998年）[2][8]
- 地球大進化〜46億年・人類への旅（2004年）
- 恐竜vsほ乳類（2006年）
- 女と男 〜最新科学が読み解く性〜（2009年）[5]
- 恐竜絶滅 ほ乳類の戦い（2010年）
- ヒューマン なぜ人間になれたのか（2012年）
- 人体 ミクロの大冒険（2014年）

#### NHKスペシャル以外
- ためしてガッテン
- サイエンスアイ

### 書籍
NHKのプロジェクト全体が著者の扱いとなっているものを除く。
- 46億年 わたしたちの長き旅（2005年、NHK出版、ISBN 978-4-14-081019-4）
- 徹底対談「生命40億年史」進化の「謎」を探れ！（2006年、アスコム、ISBN 4-7762-0338-3）[8]
- だから、男と女はすれ違う（2009年、ダイヤモンド社、ISBN 978-4-478-00804-1）[9]
- 人間はどこから来たのか、どこへ行くのか（2010年、角川文庫、ISBN 978-4-04-394359-3）[10]
- 人体 ミクロの大冒険 ビジュアル版（2014年、NHK出版、ISBN 978-4-14-081636-3）[11]